# Чехословацька гуситська церква

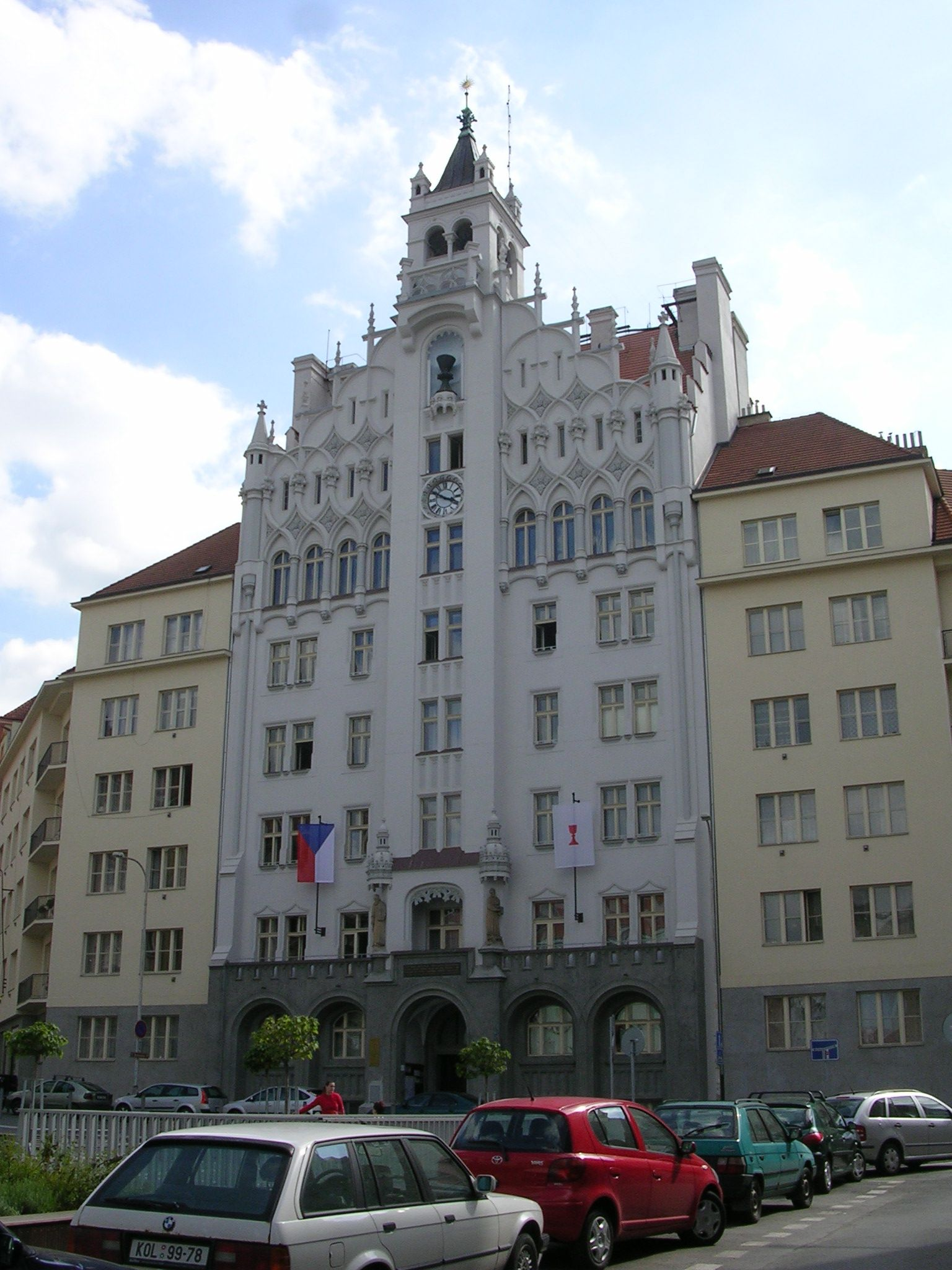
Управа Чехословацької гуситської церкви у Празі, район Дейвіце

Чехословацька Гуситська церква (чеськ. Církev československá husitská, CČSH або CČH) — християнська національна церква, яка відокремилася від Католицької церкви після 1-ї світової війни в колишній Чехословаччині. Вона зводить свою традицію до реформаторів-гуситів і шанує Яна Гуса як свого ідейного наставника. Територіально діяльність церкви майже повністю обмежена територією Чехії та Словаччини.

## Історія

### Заснування та довоєнний період
Передувала появі церкви так звана Спілка католицького духовенства (чеськ. Jednota katolického duchovenstva), що була утворена 1890 року з ціллю модернізувати Римо-Католицьку церкву, в тому числі досягти відмови від обов'язкового целібату для священників. Радикалізація цього руху та піднесення національної самосвідомості чехів привело до виникнення ідеї створити національну церкву, під назвою Чехословацька Церква. Додатковим підґрунтям цього служило ототожнювання Римо-Католицької церкви з політичним режимом Габсбургів, та сприйняття її як інструменту духовного пригноблення чеського народу та придушення його національної та політичної свідомості.
Здобуття Чехословаччиною незалежності після Першої світової війни було сприйнято багатьма священниками як можливість і для церковного оновлення. У багатьох храмах на Різдво 1919 року богослужба була проведена чеською мовою, вперше за багато століть. Літургію для цього служіння написав доктор Карел Фарський на музику Йозефа Піча. Ця акція стала першим вагомим кроком до збудування національної Чехословацької церкви. Вже через два тижні, 8 січня 1920 року було проведено перші збори, на яких було офіційно анонсувано про створення нової «національно орієнтованої» чехословацької церкви. Поява церкви була оголошена під скандування «чехословацька нація», на Установчих зборах та затверджена 10 січня 1920 року. Публікація про цю подію відбулася на день пізніше, 11 січня 1920 року. Держава визнала цю церкву 15 жовтня того ж року, а сама справа розбудови церкви була оголошена національною справою народу Чехословаччини. У деяких місцях спочатку були сутички між прихильниками Чехословацької Церкви та католиками, тому що члени нової Церкви намагалися насильно захопити католицькі костьоли.
Спочатку базові засади та напрямок розвитку церкви буле не дуже зрозумілі. Рада представників церкви передусім звернула увагу на історію християнства на теренах Чехословаччини, а саме на Моравську місію Кирила та Мефодія. За цієї причини церква спочатку спробувала збудувати стосунки та досягти спілкування з Сербською православною церквою. Ряд керівників новоствореної церкви розглядали її як оновлену католицьку кирило-мефодіївську церкву з особливим наголосом на православ'ї та слов'янськості. Керівником цього крила був священник Матей Павлік, який і очолював зв'язки з сербським патріархатом. Інше, більш ліберальне крило очолював Фарський. Коли у 1922 році Фарський та Калоус видали «Катехизис» для нової церкви, це збурило протести проправославного крила, а сербський єпископ Досифей (Васіч), назвав його «пантеїстичним катехизисом», що плюндрує християнське віровчення.
Проправославна частина керівництва мала сильну підтримку на сході, в Моравії та Словаччині. Проте, під час подорожі Павліка до США, Фарському вдалося переконати моравських священників у своїй позиції, і його було обрано першим Патріархом церкви. Після повернення, та програшу під час виборів Патріарха, Павлік зрозумів, що йому вже не вдасться повернути своїх позицій. Тож у 1924 році він перейшов у православ'я, заснувавши Чехословацьку православну церкву та ставши її першим предстоятелем під іменем Горазда.

## Сучасний стан
Перепис 2011 року зафіксував у Чехії 39 276 віруючих, а в Словаччині, за даними 2011 року, 1 782 віруючих. З 1994 року церква прагне вступити до Общини Протестантських церков Європи.
| Рік  | Віруючі в Чехії за даними перепису роки 1921, 1930, 1950, 1991 a 2001 | Віруючі в Чехії за даними перепису роки 1921, 1930, 1950, 1991 a 2001 |
| ---- | --------------------------------------------------------------------- | --------------------------------------------------------------------- |
| 1921 | 523 232                                                               | 5,23 %                                                                |
| 1930 | 779 672                                                               | 7,30 %                                                                |
| 1950 | 946 813                                                               | 10,64 %                                                               |
| 1991 | 178 036                                                               | 1,73 %                                                                |
| 2001 | 99 103                                                                | 0,97 %                                                                |
| 2011 | 39 276                                                                | 0,37 %                                                                |

## Патріархи
- Карел Фарський (1924—1927)
- Густав Адольф Прохазка (1928—1942)
- Франтішек Коварж (1946—1961)
- Мирослав Новак (1961—1990)
- Вратіслав Штепанек (1991—1994)
- Йозеф Шпак (1994—2001)
- Ян Шварц (2001—2005)
- Томаш Бутта (2006-)